# Psychoda flagellata
Psychoda flagellata är en tvåvingeart som beskrevs av Quate 1996. Psychoda flagellata ingår i släktet Psychoda och familjen fjärilsmyggor.
Artens utbredningsområde är Costa Rica. Inga underarter finns listade i Catalogue of Life.